# 被取締役新入社員
『被取締役新入社員』（とりしまられやくしんにゅうしゃいん）は、安藤祐介の小説である。講談社より2008年3月に刊行。
ドラマ原作大賞の第1回受賞作で、2008年にテレビ･ラジオドラマ化されている。

## 概要
講談社と東京放送（現・TBSホールディングス / TBSテレビ・TBSラジオ）が主催する「ドラマ原作大賞」を受賞し、2008年3月に初版刊行。同年3月31日にテレビドラマが、4月6日にラジオドラマが放送された。
初版刊行と同時に電子書籍も配信されている。
表紙に描かれているイラストは、テレビ・ラジオドラマのキャラクターである「ハケグチくん」。

## あらすじ
鈴木信男は幼い頃からいじめを受け、何をやっても失敗ばかり、会社を13度解雇にされた。そんな信男が14度目の就職活動で、超一流の広告代理店「大曲エージェンシー」の入社試験を受験すると、なぜか採用される。
社長は入社した信男を「羽ヶ口信男」という名に改めさせ、表向きは“ダメ人間”のアシスタントディレクター、実は役員待遇の「被取締役」に抜擢。この「被取締役」とは、他の社員の軽蔑や罵詈雑言を一身に浴びて、社内のストレスの「はけ口」となり、他の社員のストレスのやり場を集中させて結束させるというもの。「ひとりいじめられっこ政策」は社長の思惑通り業績の急伸に繋がり、成功を収めたように思えた。ところが、ある夜の接待で持ち出した宴会芸がきっかけで、全てがうまくいってしまうようになり、“ダメ人間”としての信男が消え去ってゆく。
人間として本当の意味で必要とされることを知った信男が、踏み出した新たな一歩を描く物語。

## テレビドラマ
2008年3月31日に、TBS系列（月曜日21:00 - 22:54）にて放映。視聴率12.0%。

### キャスト
- 鈴木信男/羽ヶ口信男:森山未來
- 保坂良昭:陣内孝則
- 工藤沙紀:貫地谷しほり
- 三木利道:細川茂樹
- 柏原美奈子:山口紗弥加
- 中井修平:忍成修吾
- 姫子:岩佐真悠子
- 花山光一郎:板尾創路
- 岡村:金田明夫
- 西牧専務:きたろう
- 信男の母:高畑淳子（声の出演）
- 川崎又三郎:宇津井健
- 今泉:桐谷健太
- 内藤大助（写真出演）
- 野口健（写真出演）
- 加賀まりこ（写真出演）
- 西原純
- 入船加澄実
- 向井政生　ほか

### スタッフ
- 脚本:蓬莱竜太
- プロデューサー:松原浩
- 演出:吉田秋生
- 技斗:栗原直樹（WGK）
- 協力:宣伝会議
- 制作:TBSテレビ
- 製作:TBS

| TBS系列 ドラマ原作大賞 | TBS系列 ドラマ原作大賞 | TBS系列 ドラマ原作大賞 |
| 前番組                 | 番組名                 | 次番組                 |
| ---------------------- | ---------------------- | ---------------------- |
| -                      | 被取締役新入社員       | 記憶の海               |

## ラジオドラマ
2008年4月6日に、TBSラジオ（日曜日20:00 - 21:00）にて放送。脚本は、元芸人・さわだみきお。

### キャスト
- 鈴木信男/羽ヶ口信男:竹山隆範
- 川崎又三郎:橋爪功
- 朴璐美